# Li Qin
Li Qin (chiń. 李勤; ur. 17 kwietnia 1981 w Syczuanie) – chińska wioślarka.

## Osiągnięcia
- Mistrzostwa Świata – Eton 2006 – dwójka podwójna – 8. miejsce[1].
- Mistrzostwa Świata – Monachium 2007 – dwójka podwójna – 1. miejsce[1].
- Igrzyska Olimpijskie – Pekin 2008 – dwójka podwójna – 4. miejsce[1].